# Wellengleichung

Zweidimensionale Lösung der Wellengleichung

Die Wellengleichung, auch D’Alembert-Gleichung (nach Jean-Baptiste le Rond d’Alembert), ist eine partielle Differentialgleichung zur Beschreibung von Wellen oder stehenden Wellenfeldern, wie sie in der klassischen Physik vorkommen – wie etwa mechanische Wellen (z. B. Wasserwellen, Schallwellen und seismische Wellen) oder elektromagnetische Wellen (einschließlich Lichtwellen). Eine andere Wellengleichung ist die Schrödinger-Gleichung (nach Erwin Schrödinger), die für die in der Quantenmechanik beschriebenen Materiewellen gilt.

## Einführung
Wenn das Medium oder Vakuum die Welle nur durchleitet und nicht selbst Wellen erzeugt, handelt es sich genauer um die homogene Wellengleichung, die lineare partielle Differentialgleichung zweiter Ordnung
{\displaystyle {\frac {\partial ^{2}u}{\partial t^{2}}}\;=\;c^{2}\left({\frac {\partial ^{2}u}{\partial x_{1}^{2}}}+{\frac {\partial ^{2}u}{\partial x_{2}^{2}}}+\cdots +{\frac {\partial ^{2}u}{\partial x_{n}^{2}}}\right)}
für eine reelle Funktion {\displaystyle u(t,x_{1},\dots ,x_{n})} der Raumzeit. Hierbei ist {\displaystyle n} die Dimension des Raumes. Der Parameter {\displaystyle c} ist die Ausbreitungsgeschwindigkeit der Welle, also bei Schall (im homogenen und isotropen Medium) die Schallgeschwindigkeit und bei Licht die Lichtgeschwindigkeit.
Unter der Newton-Notation und dem Nabla-Operator kann der Zusammenhang zusammengefasst werden zu
{\displaystyle {\ddot {u}}=c^{2}\nabla ^{2}u}
mit {\displaystyle {\ddot {u}}={\frac {\partial ^{2}u}{\partial t^{2}}}} und {\displaystyle \nabla ^{2}={\frac {\partial ^{2}}{\partial x_{1}^{2}}}+{\frac {\partial ^{2}}{\partial x_{2}^{2}}}+\cdots +{\frac {\partial ^{2}}{\partial x_{n}^{2}}}}.
Eine noch kompaktere Schreibweise ist mithilfe des D’Alembert-Operators
{\displaystyle \Box u=0}
mit {\displaystyle \Box ={\frac {1}{c^{2}}}{\frac {\partial ^{2}}{\partial t^{2}}}-\sum _{i=1}^{n}{\frac {\partial ^{2}}{\partial x_{i}^{2}}}}.
Die Lösungen der Wellengleichung heißen Wellen. Weil die Gleichung linear ist, überlagern sich Wellen, ohne sich gegenseitig zu beeinflussen. Da die Koeffizienten der Wellengleichung nicht vom Ort oder der Zeit abhängen, verhalten sich Wellen unabhängig davon, wo oder wann und in welche Richtung man sie anregt. Verschobene, verspätete oder gedrehte Wellen sind ebenfalls Lösungen der Wellengleichung.
Unter der inhomogenen Wellengleichung versteht man die inhomogene lineare partielle Differentialgleichung
{\displaystyle \Box u=v\ .}
Sie beschreibt die zeitliche Entwicklung von Wellen in einem Medium, das selbst Wellen erzeugt. Die Inhomogenität {\displaystyle v} heißt auch Quelle der Welle {\displaystyle u}.

## Die Wellengleichung in einer räumlichen Dimension
Der D’Alembert-Operator in einer räumlichen Dimension
{\displaystyle \Box ={\frac {1}{c^{2}}}{\frac {\partial ^{2}}{\partial t^{2}}}-{\frac {\partial ^{2}}{\partial x^{2}}}}
zerfällt aufgrund des Satzes von Schwarz wie in der binomischen Formel {\displaystyle (a^{2}-b^{2})=(a-b)(a+b)} in das Produkt
{\displaystyle \Box =\left({\frac {1}{c}}{\frac {\partial }{\partial t}}-{\frac {\partial }{\partial x}}\right)\left({\frac {1}{c}}{\frac {\partial }{\partial t}}+{\frac {\partial }{\partial x}}\right)}.
Daher hat die Wellengleichung in einer räumlichen Dimension die allgemeine Lösung
{\displaystyle u\left(t,x\right)=f(x+ct)+g(x-ct)}
mit beliebigen zweifach differenzierbaren Funktionen {\displaystyle f(x)} und {\displaystyle g(x)}. Der erste Summand {\displaystyle f(x+ct)} ist eine nach links und der zweite Summand {\displaystyle g(x-ct)} eine nach rechts mit unveränderter Form laufende Welle, daher wird die Wellengleichung auch Zweiweg-Wellengleichung genannt. Die Geraden {\displaystyle x\pm ct={\text{konstant}}} sind die Charakteristiken der Wellengleichung.
Seien
{\displaystyle \phi (x)=u(0,x)=f(x)+g(x)}
der anfängliche Wert und
{\displaystyle \psi (x)={\frac {1}{c}}{\frac {\partial u}{\partial t}}(0,x)=f'(x)-g'(x)}
die anfängliche Zeitableitung der Welle. Diese Funktionen des Raumes heißen zusammenfassend Anfangswerte der Welle.
Die Integration der letzten Gleichung ergibt
{\displaystyle f(x)-g(x)=\int _{x_{0}}^{x}\psi (\xi )\,\mathrm {d} \xi +c_{1}}
mit der Konstante {\displaystyle c_{1}=f(x_{0})-g(x_{0})}. Durch Auflösen erhält man
{\displaystyle f(x)={\frac {1}{2}}\left(\phi (x)+\int _{x_{0}}^{x}\psi (\xi )\,\mathrm {d} \xi +c_{1}\right)\ ,}
{\displaystyle g(x)={\frac {1}{2}}\left(\phi (x)-\int _{x_{0}}^{x}\psi (\xi )\,\mathrm {d} \xi -c_{1}\right)\ .}
Ausgedrückt durch ihre Anfangswerte lautet daher die Lösung der Wellengleichung
{\displaystyle u(t,x)={\frac {1}{2}}\left(\phi (x+ct)+\phi (x-ct)+\int _{x-ct}^{x+ct}\psi (\xi )\,\mathrm {d} \xi \right)\ .}
Das ist auch als D’Alembert-Lösung der Wellengleichung bekannt (d'Alembert, 1740er Jahre).

## Die Wellengleichung in drei räumlichen Dimensionen
Die allgemeine Lösung der Wellengleichung lässt sich als Linearkombination von ebenen Wellen
{\displaystyle u({\vec {x}},t)=\int \mathrm {d} \omega \int \mathrm {d} ^{3}{\vec {k}}\,A(\omega ,k)e^{\mathrm {i} ({\vec {k}}\cdot {\vec {x}}-\omega t)}\delta (\omega -c|{\vec {k}}|)}
schreiben. Die Delta-Distribution trägt dafür Sorge, dass die Dispersionsrelation {\displaystyle \omega =c|{\vec {k}}|} gewahrt bleibt. Solch eine ebene Welle bewegt sich in Richtung von {\displaystyle {\vec {k}}}.
Bei der Superposition solcher Lösungen ist allerdings nicht offensichtlich, wie ihre Anfangswerte mit der späteren Lösung zusammenhängen.
In drei Raumdimensionen lässt sich die allgemeine Lösung der homogenen Wellengleichung durch Mittelwerte der Anfangswerte darstellen. Sei die Funktion {\displaystyle u(t,{\vec {x}})} und ihre Zeitableitung zur Anfangszeit {\displaystyle t=0} durch Funktionen {\displaystyle \phi } und {\displaystyle \psi } gegeben,
{\displaystyle u(0,{\vec {x}})=\phi ({\vec {x}}),\quad {\frac {1}{c}}{\frac {\partial }{\partial t}}u(0,{\vec {x}})=\psi ({\vec {x}})\,,}
dann ist die Linearkombination von Mittelwerten
{\displaystyle u(t,{\vec {x}})=ct\,M_{t,{\vec {x}}}[\psi ]+{\frac {1}{c}}{\frac {\partial }{\partial t}}(ct\,M_{t,{\vec {x}}}[\phi ])}
die zugehörige Lösung der homogenen Wellengleichung. Dabei bezeichnet
{\displaystyle M_{t,{\vec {x}}}[\chi ]={\frac {1}{4\,\pi }}\int _{-1}^{1}\mathrm {d} \cos \theta \int _{0}^{2\pi }\mathrm {d} \varphi \,\chi ({\vec {x}}+ct{\vec {n}}(\theta ,\varphi ))\quad {\text{mit}}\quad {\vec {n}}(\theta ,\varphi )={\begin{pmatrix}\sin \theta \cos \varphi \\\sin \theta \sin \varphi \\\cos \theta \end{pmatrix}}}
den Mittelwert der Funktion {\displaystyle \chi \,,} gemittelt über eine Kugelschale um den Punkt {\displaystyle {\vec {x}}} mit Radius {\displaystyle c|t|.}
Insbesondere ist {\displaystyle M_{0,{\vec {x}}}[\chi ]=\chi ({\vec {x}}).}
Wie diese Darstellung der Lösung durch die Anfangswerte zeigt, hängt die Lösung stetig von den Anfangswerten ab und hängt zur Zeit {\displaystyle t} am Ort {\displaystyle {\vec {x}}} nur von den Anfangswerten an den Orten {\displaystyle {\vec {y}}} ab, von denen man {\displaystyle {\vec {x}}} in der Laufzeit {\displaystyle |t|} mit Geschwindigkeit {\displaystyle c} erreichen kann. Sie genügt damit dem Huygensschen Prinzip.
Für eindimensionale Systeme und in geraden Raumdimensionen gilt dieses Prinzip nicht. Dort hängen die Lösungen zur Zeit {\displaystyle t} auch von
Anfangswerten an näheren Punkten {\displaystyle {\vec {y}}} ab, von denen aus man {\displaystyle {\vec {x}}} mit geringerer Geschwindigkeit erreicht.
Die Lösung der inhomogenen Wellengleichung in drei Raumdimensionen
{\displaystyle u(t,{\vec {x}})=ct\,M_{t,{\vec {x}}}[\psi ]+{\frac {1}{c}}{\frac {\partial }{\partial t}}(ct\,M_{t,{\vec {x}}}[\phi ])+{\frac {1}{4\pi }}\int _{|{\vec {z}}|\leq c|t|}\mathrm {d} ^{3}{\vec {z}}\,{\frac {v(ct-\operatorname {sign} (t)|{\vec {z}}|,{\vec {x}}+{\vec {z}})}{|{\vec {z}}|}}}
hängt am Ort {\displaystyle {\vec {x}}} zur Zeit {\displaystyle t>0} nur von der Inhomogenität auf dem Rückwärtslichtkegel von {\displaystyle {\vec {x}}} ab, zu negativen Zeiten nur von der Inhomogenität auf dem Vorwärtslichtkegel.
Die Inhomogenität und die Anfangswerte wirken sich auf die Lösung mit Lichtgeschwindigkeit aus.

## Retardiertes Potential
Das  retardierte Potential
{\displaystyle u_{\text{retardiert}}(t,{\vec {x}})={\frac {1}{4\pi }}\int _{\mathbb {R} ^{3}}\mathrm {d} ^{3}{\vec {z}}\,{\frac {v(ct-|{\vec {z}}|,\,{\vec {x}}+{\vec {z}})}{|{\vec {z}}|}}}
ist eine Lösung der inhomogenen Wellengleichung,
die voraussetzt, dass die Inhomogenität {\displaystyle v}
auf allen Rückwärtslichtkegeln schneller als {\displaystyle 1/r^{2}} abfällt.
Es ist die Welle, die vollständig vom Medium erzeugt ist ohne eine durchlaufende Welle.
In der Elektrodynamik schränkt die Kontinuitätsgleichung die Inhomogenität ein. So
kann die Ladungsdichte einer nichtverschwindenden Gesamtladung zu keiner Zeit überall verschwinden.
In der Störungstheorie treten Inhomogenitäten auf, die räumlich nicht genügend schnell abfallen.
Dann divergiert das zugehörige retardierte Integral und hat eine sogenannte Infrarotdivergenz.
Die etwas aufwendigere Darstellung der Lösung durch ihre Anfangswerte zu endlicher Zeit und durch Integrale über
endliche Abschnitte des Lichtkegels ist frei von solchen Infrarotdivergenzen.

## Lorentzinvarianz des D’Alembert-Operators
Der D’Alembert-Operator {\displaystyle \Box } ist invariant unter Translationen und Lorentztransformationen {\displaystyle \Lambda } in dem Sinne, dass er angewendet auf Lorentzverkettete Funktionen {\displaystyle f\circ \Lambda ^{-1}} dasselbe ergibt, wie die
lorentzverkettete abgeleitete Funktion
{\displaystyle (\Box f)\circ \Lambda ^{-1}=\Box \,(f\circ \Lambda ^{-1})\ .}
Entsprechend ist der Laplace-Operator invariant unter Translationen und Drehungen.
Die homogene Wellengleichung ist sogar unter konformen Transformationen, insbesondere unter Streckungen invariant.